# Galeus piperatus
Espèce
Répartition géographique
Statut de conservation UICN

 LC  : Préoccupation mineure
Galeus piperatus est une espèce de requins, vivant essentiellement dans le Golfe de Californie à des profondeurs comprises entre 130 et 1 326 mètres.